# Une fille et des fusils
Une fille et des fusils és una pel·lícula francesa de Claude Lelouch estrenada el 1964.

## Argument
Quatre joves, cansats de les seves vides d'obrers, es converteixen en criminals per treballar menys i guanyar més!
Autoformació (la primera "escola del crim"), entrenament, treballs pràctics...

## Repartiment
- Jean-Pierre Kalfon: Jean-Pierre
- Amidou: Amidou
- Pierre Barouh: Pierre
- Jacques Portet: Jacques
- Janine Magnan: Martine
- Yane Barry: L'arrendatària de la taverna
- Betty Beckers: La prostituta

## Al voltant de la pel·lícula
- Primer èxit de Claude Lelouch després de quatre proves de llargmetratges, que el van dur a destruir-ne les còpies i negatius. Amb l'embranzida, Lelouch li dona l'any següent una continuació: Les Grands Moments que no trobarà distribuïdor...
- Reciclatge: Claude Lelouch reciclarà certes idees d'aquesta pel·lícula en els següents, com l'entranament del tir sobre ampolles, en "Le bon et les méchants", o la promoció econòmica per segrest de la vedette en "L'aventura és l'aventura"...